# Zdeněk Lochman
Zdeněk Lochman (* 16. května 1951) je bývalý český fotbalista, záložník a útočník.

## Fotbalová kariéra
V československé lize hrál za Slavii Praha a LIAZ Jablonec. Nastoupil ve 24 ligových utkáních. Gól v lize nedal.

## Ligová bilance
| Ročník                                   | Zápasy | Góly | Klub          |
| ---------------------------------------- | ------ | ---- | ------------- |
| 1. československá fotbalová liga 1970/71 | 10     | 0    | Slavia Praha  |
| 1. československá fotbalová liga 1973/74 | 2      | 0    | Slavia Praha  |
| 1. československá fotbalová liga 1974/75 | 12     | 0    | LIAZ Jablonec |
| CELKEM 1. liga                           | 24     | 0    |               |